# Estill Springs
Estill Springs es un pueblo ubicado en el condado de Franklin en el estado estadounidense de Tennessee. En el Censo de 2010 tenía una población de 2.055 habitantes y una densidad poblacional de 169,61 personas por km².

## Geografía
Estill Springs se encuentra ubicado en las coordenadas 35°15′23″N 86°7′15″O / 35.25639, -86.12083. Según la Oficina del Censo de los Estados Unidos, Estill Springs tiene una superficie total de 12.12 km², de la cual 11.39 km² corresponden a tierra firme y (6.01%) 0.73 km² es agua.

## Demografía
Según el censo de 2010, había 2.055 personas residiendo en Estill Springs. La densidad de población era de 169,61 hab./km². De los 2.055 habitantes, Estill Springs estaba compuesto por el 94.89% blancos, el 1.95% eran afroamericanos, el 0.24% eran amerindios, el 0.68% eran asiáticos, el 0% eran isleños del Pacífico, el 0.78% eran de otras razas y el 1.46% pertenecían a dos o más razas. Del total de la población el 0.88% eran hispanos o latinos de cualquier raza.